# Marketing de referência
Marketing de referência é o método de promover produtos ou serviços para novos clientes através de referências, geralmente, boca a boca. Tais referências, muitas vezes, acontecem espontaneamente, mas as empresas podem influenciá-las através de estratégias apropriadas.

## Visão geral
Marketing de referência é um processo para estimular e aumentar significativamente as referências da palavra de boca, talvez a mais antiga e confiável estratégia de marketing. Isso pode ser feito incentivando e recompensando os clientes e uma grande variedade de outros contatos, para
recomendar produtos e serviços de marcas de consumo e B2B, tanto online e offline.
O marketing de referência online é baseado na Internet ou Software como um Serviço (SaaS), abordagem ao marketing de referência tradicional ao acompanhar o comportamento do cliente online por meio do uso de cookies do navegador da Web e tecnologias semelhantes. O marketing de referência online pode aumentar o reconhecimento da marca, as referências e, por fim, a receita. Muitas plataformas permitem que as organizações vejam o seu retorno investido no marketing de referência (ROI) e otimizam suas campanhas para melhorar os resultados.
Muitos dos sistemas mais recentes fornecem aos usuários a mesma experiência, estejam eles em um desktop ou dispositivo móvel. Os profissionais de marketing de referência offline, às vezes, usam cartões de visita rastreáveis. Exemplos de cartões de visita, normalmente, contêm códigos QR ligando-os ao conteúdo online para a venda, proporcionando uma forma de controlar a venda de volta para a pessoa cujo cartão foi digitalizado.
O marketing de referência concentra-se nas interações entre os clientes. A Internet é um canal comum para marketing baseado em referências. Ela fornece saídas abundantes para os clientes compartilharem suas opiniões, produtos favoritos e experiências, incluindo o próprio site da empresa através das mídias sociais, como o LinkedIn, Facebook, Twittere Google+.As pessoas que fazem esse marketing podem fornecer a seus familiares e amigos links personalizados, incluindo códigos exclusivos de encaminhamento e informações sobre anúncios por meio de e-mails, blogs e mensagens instantâneas. A empresa pode dar recompensas a elas, quando seus familiares e amigos compram através do link.
Essas mesmas tecnologias também ajudam as empresas a configurar um sistema que integra referências no plano de marketing. Ao rastrear o tráfego de usuários, as empresas podem oferecer referências a outros clientes online.

## Benefícios dos programas de referências
Um estudo realizado pela Universidade Goethe de Frankfurt e da Universidade da Pensilvânia, sobre programas de indicação e de valor para o cliente, que seguiu o programa de referência de clientes de um banco alemão que pagou aos clientes 25 euros para trazer um novo cliente, foi divulgado em julho de 2010. De acordo com o Professor Van den Bulte, este é o primeiro estudo publicado sobre a avaliação financeira de programas de referência de clientes. O estudo constatou que os clientes referenciadores eram mais lucrativos e leais do que os clientes normais. Os clientes referenciadores tinham uma margem de contribuição e uma taxa de retenção mais altas e eram mais valiosos tanto a curto prazo quanto a longo prazo.
Sobre os programas de referências valer a pena, o estudo diz que os programas registram "um valor positivo diferencial, tanto a curto prazo quanto a longo prazo, entre os clientes, adquirido através de um programa de referência e outros clientes. É importante notar que este valor diferencial é maior do que a taxa de referência. Assim, os programas de referência podem, de fato, compensar."
Existem dois tipos de recompensas fornecidas por programas de referência.
Na primeira opção, os clientes atuais recebem um incentivo. As recompensas pelas referências podem ser de diferentes formas, tais como dinheiro, prêmios, descontos, vales de compras, ou pontos. Por exemplo, as operadoras de telefonia móvel dão a um cliente de referência uma recompensa única e adicionam economias de longo prazo, dependendo de seu uso individual. As operadoras também oferecem uma tarifa mais baixa para as interações desses clientes do que para interações com os não clientes.
O segundo programa é onde os indicados se beneficiam dos clientes existentes por ter maior visibilidade ou reconhecimento como especialista ou ganhando tratamento especial, especialmente se os clientes se tornarem parceiros da empresa.

## Vantagens
Baseados nas referências, os clientes estão bem mais adaptados.  Os clientes referenciadores são susceptíveis de interagir com pessoas semelhantes a eles.
Os clientes existentes conhecem o objetivo do marketing e entendem a necessidade dos potenciais consumidores. Os referenciadores podem medir um bom ajuste entre os dois e um bem combinado de clientes pode ajudar a empresa a produzir mais lucros a um custo menor.
O valor e a contribuição dos clientes adquiridos através das campanhas de referências são superiores aos dos clientes não referenciados.
Programas de referência são um bom método para definir a satisfação do consumidor. Mas, comparativamente, poucos consumidores estão dispostos a agir como referenciadores de uma empresa e a satisfação do cliente pode ser baixa.
Os programas de referência ajudam a empresa a estabelecer relações de longo prazo com os clientes. A empresa pode corresponder motivações com as expectativas do consumidor e aumentar a eficácia dos programas de mercado. Os programas de recompensa de referência também podem ser considerados como uma ferramenta para manter os clientes atuais.

## Desvantagens
O marketing de referência pode ser explorado por oportunistas. Eles podem recomendar produtos inadequados para outras pessoas para adquirir taxas de referência.  A motivação financeira de tais clientes podem prejudicar a sinceridade de suas recomendações.
Para reconhecer as referências e rastrear compras de consumidores referenciados nas mídias sociais, os programas de referência dependem muito de um banco de dados. As campanhas de propaganda precisamente direcionadas, baseadas no banco de dados, ajudam a empresa a classificar os clientes e aumentar a taxa de referência.